# دوبشیتسه (ناحیه نیمبورک)
دوبشیتسه (به چکی: Dobšice) یک منطقهٔ مسکونی در جمهوری چک است که در ناحیه نیمبورک واقع شده‌است. دوبشیتسه ۶٫۶۷ کیلومتر مربع مساحت و ۲۱۱ نفر جمعیت دارد و ۲۰۰ متر بالاتر از سطح دریا واقع شده‌است.